# Lijst van eredoctoraten van de Radboud Universiteit Nijmegen

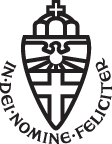
Wapen Radboud Universiteit

Dit is een lijst van de eredoctoraten van de Radboud Universiteit in Nijmegen. De universiteit werd in 1923 opgericht onder de naam Roomsch Katholieke Universiteit Nijmegen en stond ook kort bekend onder de naam Keizer Karel Universiteit. 
Een eredoctoraat wordt uitgereikt voor een uitzonderlijke prestatie in de wetenschap of voor bijzondere niet-academische prestaties, bijvoorbeeld op maatschappelijk gebied. Nijmeegse eredoctoraten worden gewoonlijk tijdens de viering van de dies natalis van de universiteit (in oktober) uitgereikt. Tweemaal mocht de universiteit van het Vaticaan geen eredoctoraat uitreiken; in 1963 niet aan de Anglicaanse hoogleraar Eric Lionel Mascall en in 1988 niet aan de bisschop van Breda Huub Ernst.

## Sinds 2000
| Jaar | Naam                 | Afbeelding | Vakgebied               |
| ---- | -------------------- | ---------- | ----------------------- |
| 2023 | Mary Beckman         |            | linguïstiek             |
| 2023 | Geert Corstens       |            | rechten                 |
| 2023 | Fabiola Gianotti     |            | deeltjesfysica          |
| 2023 | Sandra Graham        |            | onderwijs               |
| 2023 | Stella Nkomo         |            | personeelsmanagement    |
| 2023 | Michael Sandel       |            | politieke filosofie     |
| 2023 | Marc Van Ranst       |            | virologie               |
| 2022 | Adriaan van Dis      |            | literatuur              |
| 2021 | Holger Fleischer     |            | rechten                 |
| 2020 | Souha S. Kanj        |            | antibiotica             |
| 2020 | Karl-Erik Robèrt     |            | oncologie, duurzaamheid |
| 2019 | Theda Skocpol        |            | politicologie           |
| 2019 | Kittipong Kittayarak |            | rechten                 |
| 2018 | Stephen Pacala       |            | biologie                |
| 2018 | Daniel Dennett       |            | filosofie               |
| 2018 | Jeroen Brouwers      |            | literatuur              |
| 2018 | Mary Beard           |            | klassieke talen         |
| 2017 | Frans de Waal        |            | biologie                |
| 2016 | Karl J. Friston      |            | neurologie              |
| 2015 | Shrinivas Kulkarni   |            | astronomie              |
| 2014 | Rowan Williams       |            | theologie               |
| 2013 | Angela Merkel        |            | politiek                |
| 2013 | R. Edward Freeman    |            | filosofie               |
| 2013 | Robbert Dijkgraaf    |            | natuurkunde             |
| 2013 | Frances Ashcroft     |            | fysiologie              |
| 2011 | Peter Sloterdijk     |            | filosofie               |
| 2011 | Charles A. Dinarello |            | geneeskunde             |
| 2010 | Marta Kutas          |            | neurologie              |
| 2008 | Richard Friend       |            | natuurkunde             |
| 2008 | Eric Dirix           |            | rechten                 |
| 2008 | Job Cohen            |            | politiek                |
| 2008 | John Bargh           |            | psychologie             |
| 2006 | Cees Nooteboom       |            | literatuur              |
| 2004 | Ruud Lubbers         |            | politiek                |
| 2003 | Catherine E. Snow    |            | pedagogiek              |
| 2003 | Helen Blau           |            | biologie                |
| 2003 | Peter Birks          |            | rechten                 |

## 1923-1999
| Jaar | Naam                                     | Afbeelding | Vakgebied             |
| ---- | ---------------------------------------- | ---------- | --------------------- |
| 1998 | Antoon Vergote                           |            | theologie             |
| 1998 | Bertus de Rijk                           |            | wijsbegeerte          |
| 1998 | Michel van der Plas                      |            | literatuur            |
| 1998 | J. Philip Grime                          |            | ecologie              |
| 1993 | Frans Rutten                             |            | economie              |
| 1993 | Bernard Kouchner                         |            | geneeskunde           |
| 1993 | Bruno Buchberger                         |            | wiskunde              |
| 1993 | Paulo Evaristo Arns                      |            | sociale gerechtigheid |
| 1988 | Bernice Neugarten                        |            | psychologie           |
| 1988 | Pierre Gourou                            |            | geografie             |
| 1988 | Georges Droz                             |            | rechten               |
| 1983 | Johannes van der Vies                    |            | geneeskunde           |
| 1983 | René Thom                                |            | wiskunde              |
| 1983 | Randolph Quirk                           |            | taalkunde             |
| 1983 | Michael Dummett                          |            | filosofie             |
| 1979 | Johan Vink                               |            | ruimtelijke ordening  |
| 1979 | Patrick Suppes                           |            | filosofie             |
| 1979 | Han Hudig                                |            | rechten               |
| 1979 | Gustavo Gutiérrez                        |            | theologie             |
| 1976 | Bernardus Alfrink                        |            | religie               |
| 1974 | Chris Mol                                |            | politiek              |
| 1974 | Albert Dondeyne                          |            | theologie             |
| 1974 | Jan Hendrik Bannier                      |            | fysica                |
| 1974 | Albert Westerlinck, ps. van J.J.M. Aerts |            | literatuur            |
| 1970 | Johan (J.H.) Kern                        |            | biologie              |
| 1968 | Paul Ricœur                              |            | filosofie             |
| 1968 | Antonius Polman OFM (postuum)            |            | geschiedenis          |
| 1968 | Aleksandr Loeria                         |            | psychologie           |
| 1968 | Albert Frey-Wyssling                     |            | botanie               |
| 1964 | Herman Burger                            |            | medische fysica       |
| 1963 | André Mast                               |            | rechten               |
| 1963 | Roger Aubert                             |            | geschiedenis          |
| 1958 | René Savatier                            |            | rechten               |
| 1958 | Petrus van Dun                           |            | taalkunde             |
| 1958 | Anna Dengel                              |            | missie                |
| 1952 | Eugène Tisserant                         |            | theologie             |
| 1949 | Jozef Van Roey                           |            | religie               |
| 1949 | Albert Michotte                          |            | psychologie           |
| 1949 | Marie Koenen                             |            | literatuur            |
| 1949 | Petrus Hoenen                            |            | filosofie             |
| 1949 | Emile van Dievoet                        |            | politiek              |
| 1947 | Lodewijk Rogier                          |            | geschiedenis          |